# Atletismo nos Jogos Olímpicos de Verão de 1956 - Salto triplo masculino
O evento do triplo salto (português europeu) ou salto triplo (português brasileiro) masculino do Atletismo nos Jogos Olímpicos de Verão de 1956 aconteceu no dia 27 de novembro no Olympic Park Stadium, em Melbourne, na Austrália.

## Calendário
| Data                                | Horário     | Etapa              |
| ----------------------------------- | ----------- | ------------------ |
| Terça-feira, 27 de novembro de 1956 | 10:00 14:30 | Qualificação Final |

## Medalhistas
| Ouro   | BRA Adhemar da Silva     |
| Prata  | ISL Vilhjálmur Einarsson |
| Bronze | URS Vitold Kreyer        |

## Recordes
Antes desta competição, os recordes mundiais e olímpicos da prova eram:
| Tipo | Atleta           | Marca   | Local            | Data                |
| ---- | ---------------- | ------- | ---------------- | ------------------- |
|      | Adhemar da Silva | 16.56 m | Cidade do México | 16 de março de 1955 |
|      | Adhemar da Silva | 16.22 m | Helsinque        | 23 de julho de 1952 |

## Resultados

### Eliminatórias
| Pos. | Grupo                | Atleta                 | País  | 1     | 2     | 3       | Distância | Notas |
| ---- | -------------------- | ---------------------- | ----- | ----- | ----- | ------- | --------- | ----- |
| 1    | Teruji Kogake        | JPN Japão              | 15.63 | —     | —     | 15.63   | Q         |       |
| 2    | Leonid Shcherbakov   | URS União Soviética    | 15.59 | —     | —     | 15.59   | Q         |       |
| 3    | Koji Sakurai         | JPN Japão              | 15.49 | —     | —     | 15.49   | Q         |       |
| 4    | Kari Rahkamo         | FIN Finlândia          | 15.43 | —     | —     | 15.43   | Q         |       |
| 5    | Vitold Kreyer        | URS União Soviética    | 15.38 | —     | —     | 15.38   | Q         |       |
| 6    | Hiroshi Shibata      | JPN Japão              | 15.27 | —     | —     | 15.27   | Q         |       |
| 7    | George Shaw          | USA Estados Unidos     | 14.79 | 15.23 | —     | 15.23   | Q         |       |
| 8    | Tapio Lehto          | FIN Finlândia          | 14.67 | 13.34 | 15.21 | 15.21   | Q         |       |
| 9    | Vilhjálmur Einarsson | ISL Islândia           | 15.16 | —     | —     | 15.16   | Q         |       |
| 9    | Bill Sharpe          | USA Estados Unidos     | 15.16 | —     | —     | 15.16   | Q         |       |
| 11   | Adhemar da Silva     | BRA Brasil             | 15.15 | —     | —     | 15.15   | Q         |       |
| 12   | Éric Battista        | FRA França             | 14.99 | —     | —     | 14.99   | Q         |       |
| 13   | Martin Řehák         | TCH Checoslováquia     | 14.97 | —     | —     | 14.97   | Q         |       |
| 14   | Lawrence Ogwang      | UGA Uganda             | 14.76 | 14.31 | 14.95 | 14.95   | Q         |       |
| 15   | Mohinder Singh       | IND Índia              | 14.66 | 14.93 | —     | 14.93   | Q         |       |
| 16   | Ira Davis            | USA Estados Unidos     | 14.93 | —     | —     | 14.93   | Q         |       |
| 16   | Peter Esiri          | NGR Nigéria            | 14.93 | —     | —     | 14.93   | Q         |       |
| 18   | Hannu Rantala        | FIN Finlândia          | 14.45 | 14.92 | —     | 14.92   | Q         |       |
| 19   | Ken Wilmshurst       | GBR Grã-Bretanha       | 14.89 | —     | —     | 14.89   | Q         |       |
| 20   | Choi Yong-Kee        | KOR Coreia do Sul      | 14.86 | —     | —     | 14.86   | Q         |       |
| 21   | Ryszard Malcherczyk  | POL Polônia            | 14.84 | —     | —     | 14.84   | Q         |       |
| 22   | Paul Bamela Engo     | NGR Nigéria            | 14.81 | —     | —     | 14.81   | Q         |       |
| 23   | Brian Oliver         | AUS Austrália          | 14.37 | 14.08 | 14.74 | 14.74   |           |       |
| 24   | Gabuh Piging         | NBO Bornéu do Norte    | 14.47 | 14.55 | X     | 14.55   |           |       |
| 25   | Ronald Gray          | AUS Austrália          | 14.37 | 14.46 | 14.31 | 14.46   |           |       |
| 26   | Wu Chun-tsai         | ROC República da China | X     | 14.36 | X     | 14.36   |           |       |
| 27   | Maurice Rich         | AUS Austrália          | 14.26 | 13.76 | 13.91 | 14.26   |           |       |
| 28   | Sium Bin Diau        | NBO Bornéu do Norte    | 14.09 | 13.99 | 13.56 | 14.09   |           |       |
| 29   | Walter Herssens      | BEL Bélgica            | 14.05 | 13.99 | —     | 14.05   |           |       |
| 30   | Muhammad Rashid      | PAK Paquistão          | X     | X     | 13.90 | 13.90   |           |       |
| 31   | Muhammad Ramzan Ali  | PAK Paquistão          | 13.00 | 13.53 | 13.35 | 13.53   |           |       |
| —    | Eng-Yoon Tian        | SIN Singapura          | X     | X     | X     | No mark |           |       |
| —    | Yevgeny Chen         | URS União Soviética    | DNS   | DNS   | DNS   | DNS     |           |       |
| —    | Asnoldo Devonish     | VEN Venezuela          | DNS   | DNS   | DNS   | DNS     |           |       |
| —    | A. Abdul Razzak      | IRQ Iraque             | DNS   | DNS   | DNS   | DNS     |           |       |

### Final
| Pos.              | Atleta               | País                | 1     | 2     | 3     | 4               | 5               | 6               | Distância | Notas            |
| ----------------- | -------------------- | ------------------- | ----- | ----- | ----- | --------------- | --------------- | --------------- | --------- | ---------------- |
| Medalha de ouro   | Adhemar da Silva     | BRA Brasil          | 15.69 | 16.04 | 15.90 | 16.35           | 16.26           | 16.21           | 16.35     | Recorde olímpico |
| Medalha de prata  | Vilhjálmur Einarsson | ISL Islândia        | X     | 16.26 | 15.81 | X               | 15.61           | —               | 16.26     |                  |
| Medalha de bronze | Vitold Kreyer        | URS União Soviética | 15.83 | X     | 16.02 | 15.51           | X               | X               | 16.02     |                  |
| 4                 | Bill Sharpe          | USA Estados Unidos  | 15.88 | X     | 14.15 | —               | —               | —               | 15.88     |                  |
| 5                 | Martin Řehák         | TCH Checoslováquia  | 15.58 | X     | 15.85 | X               | 15.10           | 15.63           | 15.85     |                  |
| 6                 | Leonid Shcherbakov   | URS União Soviética | 15.75 | X     | 15.58 | X               | 15.80           | 15.12           | 15.80     |                  |
| 7                 | Koji Sakurai         | JPN Japão           | 15.73 | 15.59 | 15.29 | Did not advance | Did not advance | Did not advance | 15.73     |                  |
| 8                 | Teruji Kogake        | JPN Japão           | 15.64 | 14.71 | 15.01 | Did not advance | Did not advance | Did not advance | 15.64     |                  |
| 9                 | Ken Wilmshurst       | GBR Grã-Bretanha    | 15.42 | 15.54 | 15.09 | Did not advance | Did not advance | Did not advance | 15.54     |                  |
| 10                | Ryszard Malcherczyk  | POL Polônia         | 15.54 | 15.26 | 15.41 | Did not advance | Did not advance | Did not advance | 15.54     |                  |
| 11                | Ira Davis            | USA Estados Unidos  | 14.16 | X     | 15.40 | Did not advance | Did not advance | Did not advance | 15.40     |                  |
| 12                | George Shaw          | USA Estados Unidos  | 15.33 | X     | X     | Did not advance | Did not advance | Did not advance | 15.33     |                  |
| 13                | Hiroshi Shibata      | JPN Japão           | 15.25 | 14.85 | X     | Did not advance | Did not advance | Did not advance | 15.25     |                  |
| 14                | Kari Rahkamo         | FIN Finlândia       | 15.21 | X     | X     | Did not advance | Did not advance | Did not advance | 15.21     |                  |
| 15                | Mohinder Singh       | IND Índia           | 15.20 | X     | X     | Did not advance | Did not advance | Did not advance | 15.20     |                  |
| 16                | Éric Battista        | FRA França          | 15.15 | 15.03 | X     | Did not advance | Did not advance | Did not advance | 15.15     |                  |
| 17                | Paul Bamela Engo     | NGR Nigéria         | 14.98 | 15.03 | 14.87 | Did not advance | Did not advance | Did not advance | 15.03     |                  |
| 18                | Tapio Lehto          | FIN Finlândia       | 14.63 | 14.91 | X     | Did not advance | Did not advance | Did not advance | 14.91     |                  |
| 19                | Hannu Rantala        | FIN Finlândia       | 14.65 | 14.87 | 14.87 | Did not advance | Did not advance | Did not advance | 14.87     |                  |
| 20                | Lawrence Ogwang      | UGA Uganda          | 14.19 | 14.72 | 14.15 | Did not advance | Did not advance | Did not advance | 14.72     |                  |
| 21                | Choi Yong-Kee        | KOR Coreia do Sul   | 14.65 | X     | X     | Did not advance | Did not advance | Did not advance | 14.65     |                  |
| —                 | Peter Esiri          | NGR Nigéria         | X     | X     | X     | Did not advance | Did not advance | Did not advance | No mark   |                  |

Legenda
| Recorde mundial      | Recorde mundial (World record)               |                       | Recorde africano                      | Recorde africano (African) |                                           | Q | Classificado por posição (Qualified) |
| Recorde olímpico     | Recorde olímpico (Olympic record)            | Recorde da América    | Recorde da América (Americas)         | q                          | Classificado por melhor tempo (Qualified) |   |                                      |
| Melhor marca do ano  | Melhor marca do ano (World leading)          | Recorde asiático      | Recorde asiático (Asian)              | DNS                        | Não largou (Did not start)                |   |                                      |
| Recorde nacional     | Recorde nacional (National record)           | Recorde europeu       | Recorde europeu (European)            | DNF                        | Não terminou (Did not finish)             |   |                                      |
| Recorde pessoal      | Recorde pessoal do atleta (Personal best)    | Recorde da Oceania    | Recorde da Oceania (Oceania)          | DSQ / DQ                   | Desclassificado (Disqualified)            |   |                                      |
| Recorde da temporada | Recorde da temporada do atleta (Season best) | Recorde sul-americano | Recorde sul-americano (South America) | NM                         | Sem marca (No mark)                       |   |                                      |